# Liste der Monuments historiques in Bais (Ille-et-Vilaine)
Die Liste der Monuments historiques in Bais (Ille-et-Vilaine) führt die Monuments historiques in der französischen Stadt Bais auf.

## Liste der Bauwerke
| Bezeichnung     | Beschreibung                  | Standort | Kennzeichnung | Schutzstatus   | Datum     | Bild           |
| --------------- | ----------------------------- | -------- | ------------- | -------------- | --------- | -------------- |
| Kirche St-Marse | Erbaut im 15./16. Jahrhundert | (Lage)   | PA00090501    | Classé Inscrit | 1910 2006 | weitere Bilder |

## Liste der Objekte

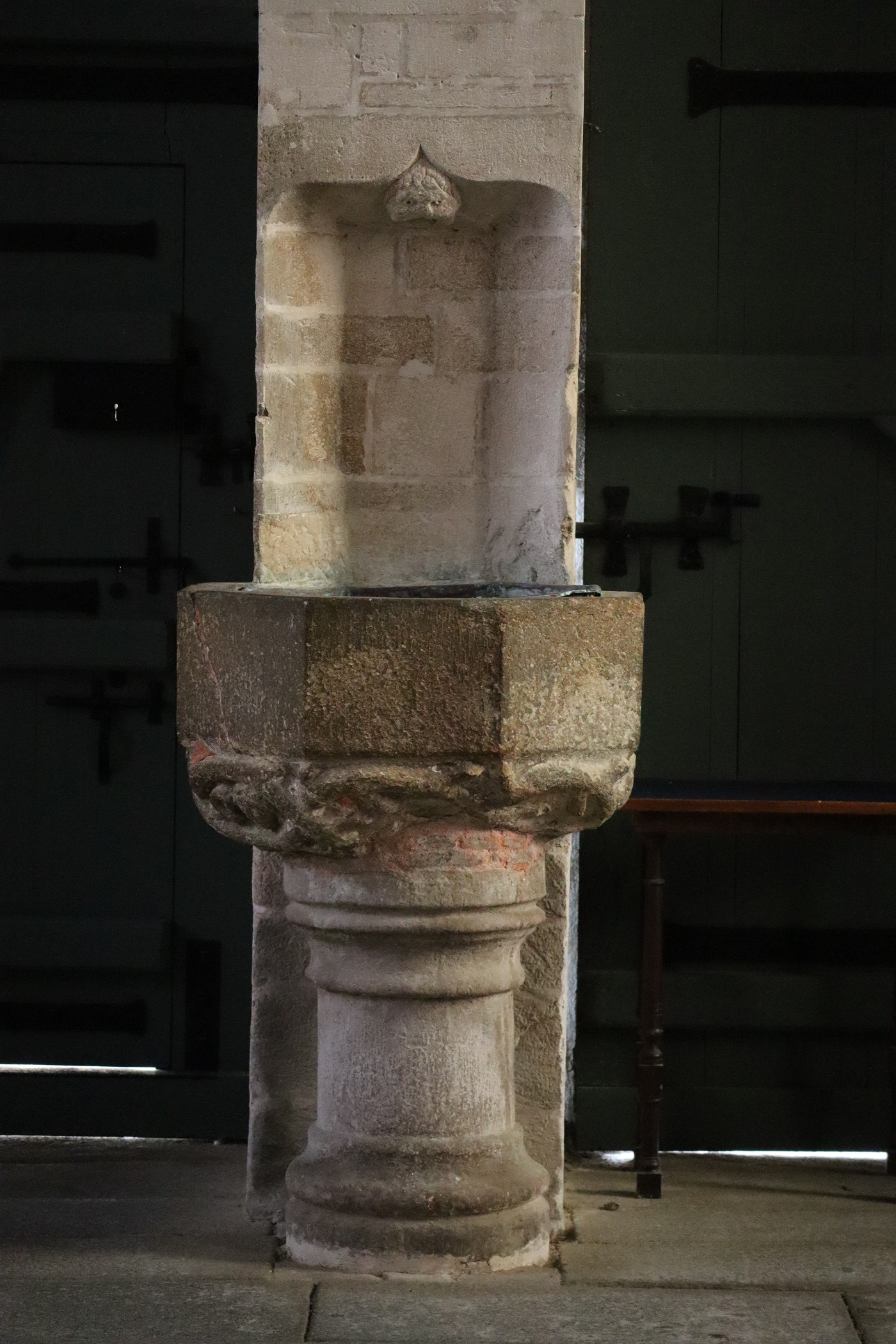
Weihwasserbecken (15. Jahrhundert) in der Kirche St-Marse

- Monuments historiques (Objekte) in Bais in der Base Palissy des französischen Kultusministeriums

Siehe auch: Fenster Taufe Jesu (Bais, Ille-et-Vilaine)